# Kristin McKirdy
Kristin McKirdy, née en 1958 à Toronto (Canada), est une céramiste américaine.

## Biographie

### Jeunesse et études
Kristin McKirdy naît en 1958 à Toronto au Canada. Ses parents sont américains et sa famille déménage régulièrement pour suivre les activités professionnelles de son père et s'installe en France.
Elle découvre la céramique en 1973 à l’American School of Paris, à Saint-Cloud, avec Jean-Claude Fein, un tourneur de la Manufacture de Sèvres. Elle est diplômée en 1977 de l'Université de Californie. Elle obtient en 1979 une Licence de Lettres en art et archéologie à Paris IV, Université Paris-Sorbonne, où elle se spécialise en archéologie grecque et moderne. Elle étudie ensuite la céramique à la Parsons School of Design, à New York en 1980-1981. Elle commence un Master of Fine Arts à l'Université de Californie à Los Angeles (UCLA), sous la direction de Adrian Saxe entre 1987 et 1990.

### Carrière
Kristin McKirdy a exposé dans plusieurs galeries à Paris (galerie A Rebours, galerie Mouvements modernes, galerie Jousse) et à Bruxelles (galerie Pierre-Marie Giraud). En France, elle a été introduite par le galeriste Patrick Favardin, en 1998. 
Entre 2008 et 2012, la Cité de la céramique à Sèvres lui donne carte blanche pour réaliser un rapprochement historique et esthétique entre son travail et certaines pièces conservées dans les collections nationales. Une exposition lui est consacrée à Sèvres en 2012, à la suite de sa résidence. Elle est présentée ensuite au musée des arts décoratifs de Bordeaux, et à la Piscine de Roubaix. 

## Expositions majeures
- 2016 : Espace Grandjean, Biennale internationale de Vallauris
- 2013 : Cité de la céramique, Sèvres
- 2013 : Musée des Arts décoratifs, Bordeaux
- 2013 : La Piscine, Roubaix

## Distinction reçue
- 2009 : Prix Liliane Bettencourt pour l’intelligence de la main[5]

## Pour approfondir

### Filmographie
- Film-documentaire.fr, « Sur mesures - Kristin McKirdy, céramiste », sur www.film-documentaire.fr (consulté le 3 juin 2024)